# Kiss Me Once Tour
A Kiss Me Once Tour volt az ausztrál énekesnő, Kylie Minogue tizennegyedik turnéja. A tizenkettedik stúdióalbumának, a 2014-es Kiss Me Once-nak a népszerűsítésére lett megalkotva. A turné Európát, Ausztráliát és Ázsiát érintette. 2014 márciusában jelentették be a turnét, és ekkor derült fény az európai dátumokra és helyszínekre. Az ausztrál koncerteket ezen év júniusában tették közzé. A színpadképet a Bauhaus építészet és a felépítése inspirálta, korábbi turnéihoz képest kevésbé volt részletesen kidolgozva. A turné kosztümjeit olyan divattervezők álmodták meg, mint Jean-Paul Gaultier, Julien Macdonald, William Wilde, Marchesa és Dolce & Gabbana.
A Kiss Me Once Tour hét szegmensre osztották. Az első rész kezdetén Minogue a színpad alól emelkedik fel hatalmas ajkak tetején. A második szegmensben lézer műsort láthatunk. A harmadik rész Barbie témájú, melyben Minogue 1980-as évekbeli slágereinek egyvelegét adja elő, valamint az „I Should Be So Lucky” zenei videójából ismert fürdőkádas jelenetet elevenítették meg a színpadon. A negyedik résznek ipari, fémes érzete van, melyben az INXS dalnak, a „Need You Tonight”-nak a feldolgozását adta elő. Az ötödik részben megint egy lézer műsort láthatunk, valamint Minogue egyedül énekel el számos dalt a kifutón. A hatodik részben Minogue a közönség soraiból kap dalkéréseket, valamint rengeteg konfettit is bevetnek. A koncert záró dalaként az album első kislemezét, az „Into the Blue”-t adta elő.
A turné vegyes és pozitív kritikákat kapott a kritikusoktól. Sokan dicsérték Minogue karizmáját és vokáljait, mások viszont kritizálták a Kiss Me Once lemez dalait, valamint a műsor lecsupaszított voltát. A Kiss Me Once Tour volt a 2014-es év 96. legjövedelmezőbb turnéja, 17 millió dollárt hozott a 28 koncert Európában. Németországban négy koncert volt betervezve, de ezek törölve lettek a promóterek anyagi problémáinak köszönhetően. Az egyik osztrák koncert is törlésre került, mivel a turné menetrendjében változtatások történtek. Összességében a turné 21 millió dollárt hozott 33 koncertből. A november 12-i koncertet rögzítették televíziós közvetítés és DVD kiadás céljából, mely a Kiss Me Once Live at the SSE Hydro címet kapta.

## Háttér és gyártás
2013 júliusában Minogue a Twitteren megerősítette egy közelgő turné terveit, ezzel reagálva a Daily Mirror egyik cikkére. Ezen év októberében egy görög fellépésről is el kezdtek terjengeni a pletykák. 2014 márciusában hivatalosan is bejelentették a Kiss Me Once Tour-t az európai turnédátumokkal és helyszínekkel egyetemben. Júniusban a The Voice Australia-ban bejelentették a turné ausztrál részének dátumait és helyszíneit. Mielőtt elkezdődött volna a turné, Minogue egy hét dalból álló kis koncertet adott egy Ibiza-i hotelben, Spanyolországban 2014 augusztusban. Ezután Minogue számos képet tett közzé a turné próbáiról a hivatalos honlapján és a hivatalos közösségi média felületein.
A turné részeként négy koncert volt tervezve Németországban. Ezek Kölnben, Münchenben, Berlinben és Hamburgban lettek volna megtartva, viszont a promóter anyagi nehézségei miatt ezek törölve lettek 2014 októberében. Egy Bécsben, Ausztriában tervezett koncert is törlésre került a turné menetrendjének változása következtében.

## Koncert összefoglaló
A koncert hét szegmensre és egy ráadásra lett osztva. Egy videóval kezdődött, mely a „Breathe”-ből tartalmazott jeleneteket, melyeken feltűnik Minogue és megcsókolja a képernyőt, ezzel felidézve a Kiss Me Once lemez borítóját. Ezután táncosok jelentek meg a színpadon, és Minogue egy megvilágított ajak formájú kanapén tűnt fel a „Les Sex”-et énekelve. A kanapét, a kijelzőkőn látható videókat és a táncosok jelmezeit ebben a szegmensben Salvador Dalí munkája ihlette meg. Minogue ezt követően előadta az „In My Arms”-t, a „Timebomb”-ot és a „Sexy Love”-ot, melyek az ötödik koncert után törölve lettek a dallistából. Ez a rész a „Wow”-val végződött. A második szekció a „Step Back in Time”-mal kezdődött, melyet a „Spinning Around” és a „Your Disco Needs You” követett. Az „On a Night Like This” alatt egy lézerműsort vetettek be, mielőtt a „Slow” előadása közben az énekesnőhöz csatlakozott volna egy mátrix stílusú breaktáncos skorpió. Ezt egy videós átvezetés követte, mely a „Chasing Ghosts”-hoz készült. A turné ausztrál állomásán Minogue felhívta Giorgio Moroder-t a színpadra, hogy együtt előadják a „Right Here, Right Now”-t, melyet az „I Feel Love” feldolgozása követett.
A harmadik rész egy Barbie stílusú témát vonultatott fel, melyben Minogue egy öt dalból álló válogatást adott elő 1980-as évekbeli slágereiből. Ez a rész egy „rózsaszín rajzfilmes” átvezetővel kezdődött, melyben az „Enjoy Yourself” számos előadása volt látható. Ezt követte a „Hand on Your Heart”, a „Never Too Late” és a „Got to Be Certain”. Ezután az „I Should Be So Lucky”-t adta elő egy fehér tollakkal teli fürdőkádban, ezzel felidézve a dal videójának ezen részét. A negyedik rész a „Skirt” interlude-jával kezdődött, melyet az INXS klasszikusának, a „Need You Tonight” feldolgozása követett, mely során Minogue egy bőrdzsekit viselt. Ezt követte a „Sexercize”, mely során egy olyan koreográfiát adtak elő, melyben edzéshez használt labdákat használtak. A „Sexercize”-ból és a „Nu-di-ty”-ból használt részekkel megspékelt átvezető vezette fel a „Can’t Get You Out of My Head” előadását. A „Kids” egy átdolgozott változata zárta ezt a szegmenst.
Az ötödik rész a „Beautiful”-lal kezdődött, melyet Minogue egyedül adott elő a kifutón egy csillogó uszályt viselve. Ezután a „Kiss Me Once” lett előadva, mely során ismét egy lézerműsort láthattunk és szirmok hullását. A hatodik szekció a „Get Outta My Way”-jel kezdődött és a „Love at First Sight” elektronikus változatával, melyek során Minogue egy fekete-ezüst flitteres hajdíszt viselt. Ezután a „The Loco-Motion” lett előadva, melyet az „All the Lovers” követett, ezzel zárva ezt a szegmenst, mely alatt olyan videók jelentek meg a kivetítőn, melyen azonos neműek csókolóztak és olyan kifejezések jelentek meg, mint a szerelem és az egység. Minogue a műsort az “Into the Blue”-val zárta egy kék latex ruhát viselve.

## Kereskedelmi fogadtatás
A Pollstar 2014 évvégi listáján, melyen a 100 legjobb világkörüli turnát nevezik meg a Kiss Me Once Tour a 96. helyen végzett 17 millió dolláros bevételével és a több, mint 186 000-es jegyeladásával a 28 európai koncert során. A Billboard Boxscore írása szerint a turné ausztrál része 4 millió dolláros bevételt produkált.

## Az előadott dalok listája
1. „Breathe” (Videós bevezető)
2. „Les Sex”
3. „In My Arms”
4. „Timebomb”
5. „Sexy Love”
6. „Wow”
7. „Step Back in Time”
8. „Spinning Around”
9. „Your Disco Needs You”
10. „On a Night Like This”
11. „Slow”
12. „Chasing Ghosts” (Videós közjáték)
13. „Enjoy Yourself” / „Hand on Your Heart” / „Never Too Late” / „Got to Be Certain” / „I Should Be So Lucky”
14. „Skirt” (Videós közjáték)
15. „Need You Tonight” (INXS-feldolgozás)
16. „Sexercize”
17. „Can’t Get You Out of My Head”
18. „Kids”
19. „Beautiful”
20. „Kiss Me Once”
21. „Get Outta My Way”
22. „Love at First Sight”
23. „All the Lovers”

Ráadás
1. „Into the Blue”

## A turné állomásai
| Európa               |                     |                         |                                 |
| 2014. szeptember 24. | Liverpool           | Egyesült Királyság      | Echo Arena Liverpool            |
| 2014. szeptember 26. | Manchester          | Egyesült Királyság      | Manchester Evening News Arena   |
| 2014. szeptember 27. | London              | Egyesült Királyság      | The Roundhouse                  |
| 2014. szeptember 29. | London              | Egyesült Királyság      | O2 Aréna                        |
| 2014. szeptember 30. | London              | Egyesült Királyság      | O2 Aréna                        |
| 2014. október 1.     | London              | Egyesült Királyság      | O2 Aréna                        |
| 2014. október 3.     | Cardiff             | Wales                   | Motorpoint Arena Cardiff        |
| 2014. október 4.     | Nottingham          | Egyesült Királyság      | Capital FM Arena Nottingham     |
| 2014. október 5.     | Nottingham          | Egyesült Királyság      | Capital FM Arena Nottingham     |
| 2014. október 7.     | Birmingham          | Egyesült Királyság      | National Indoor Arena           |
| 2014. október 11.    | Monte-Carlo         | Monaco                  | Salle des Étoiles               |
| 2014. október 13.    | Madrid              | Spanyolország           | Palacio de Deportes             |
| 2014. október 14.    | Barcelona           | Spanyolország           | Palau Sant Jordi                |
| 2014. október 15.    | Montpellier         | Franciaország           | Park&Suites Arena               |
| 2014. október 18.    | Budapest            | Magyarország            | Papp László Budapest Sportaréna |
| 2014. október 19.    | Pozsony             | Szlovákia               | Samsung Arena                   |
| 2014. október 21.    | Prága               | Csehország              | O2 Aréna                        |
| 2014. október 30.    | Łódź                | Lengyelország           | Atlas Arena                     |
| 2014. október 31.    | Kaunas              | Litvánia                | Žalgiris Arena                  |
| 2014. november 2.    | Riga                | Lettország              | Arena Riga                      |
| 2014. november 5.    | Lille               | Franciaország           | Zénith de Lille                 |
| 2014. november 6.    | Brüsszel            | Belgium                 | Palais 12                       |
| 2014. november 8.    | Dublin              | Írország                | 3Arena                          |
| 2014. november 9.    | Belfast             | Észak-Írország          | Odyssey Arena                   |
| 2014. november 11.   | Newcastle upon Tyne | Egyesült Királyság      | Metro Radio Arena               |
| 2014. november 12.   | Glasgow             | Skócia                  | SSE Hydro                       |
| 2014. november 13.   | Sheffield           | Egyesült Királyság      | Motorpoint Arena Sheffield      |
| 2014. november 15.   | Párizs              | Franciaország           | AccorHotels Arena               |
| 2014. november 17.   | Zürich              | Svájc                   | Hallenstadion                   |
| Ausztrália           |                     |                         |                                 |
| 2015. március 14.    | Perth               | Ausztrália              | Perth Arena                     |
| 2015. március 17.    | Adelaide            | Ausztrália              | Adelaide Entertainment Centre   |
| 2015. március 18.    | Melbourne           | Ausztrália              | Rod Laver Arena                 |
| 2015. március 20.    | Sydney              | Ausztrália              | Sydney Entertainment Centre     |
| 2015. március 21.    | Brisbane            | Ausztrália              | Brisbane Entertainment Centre   |
| Ázsia                |                     |                         |                                 |
| 2015. március 28.    | Dubaj               | Egyesült Arab Emírségek | Meydan Racecourse               |

## Fordítás
- Ez a szócikk részben vagy egészben  a   Kiss Me Once Tour című angol Wikipédia-szócikk ezen változatának fordításán alapul.  Az eredeti cikk szerkesztőit annak laptörténete sorolja fel. Ez a jelzés csupán a megfogalmazás eredetét és a szerzői jogokat jelzi, nem szolgál a cikkben szereplő információk forrásmegjelöléseként.